# Charles Goulaouic
Charles Goulaouic (* 1938 in Rosnoën, Bretagne; † 1984) war ein französischer Mathematiker, der sich mit Analysis befasste (Funktionalanalysis, Partielle Differentialgleichungen).

## Leben
Goulaouic studierte an der École normale supérieure und wurde 1967 bei Jacques-Louis Lions promoviert (Interpolation entre espaces vectoriels topologiques). Danach war er Maitre de Conferences und anschließend Professor an der Universität Rennes 2. Ab 1970 war er an der Universität Paris-Süd.  Er hatte in den 1970er Jahren mit Laurent Schwartz ein Seminar über partielle Differentialgleichungen an der École polytechnique, an der er 1977 bis zu seinem Tod 1984 Professor war. Er starb mit 45 Jahren an Krebs.
Zu seinen Doktoranden gehören Bernard Helffer, Serge Alinhac und Guy Métivier.

## Schriften
- mit Yves Meyer:  Analyse fonctionnelle et calcul différentiel, École Polytechnique 1984